# Llista de Creus de Sant Jordi/1984/Entitats

#### Entitats
Informació actualitzada per un bot. Els canvis manuals es perdran quan s'actualitzi!
| Entitat                                   | Wikidata  | Descripció                                                                          | Imatge |
| ----------------------------------------- | --------- | ----------------------------------------------------------------------------------- | ------ |
| Orfeó Català                              | Q1779639  | societat coral catalana                                                             |        |
| Òmnium Cultural                           | Q1959428  | associació civil                                                                    |        |
| Federació Catalana d'Escoltisme i Guiatge | Q2746554  |                                                                                     |        |
| Acció Cultural del País Valencià          | Q2822755  | entitat cultural valenciana                                                         |        |
| Cobla Orquestra Montgrins                 | Q11914377 |                                                                                     |        |
| Fundació Bernat Metge                     | Q11923247 | institució sense finalitat lucrativa que formava part de la Fundacio Institut Cambó |        |
| Obra Cultural Balear                      | Q11939200 | entitat cultural                                                                    |        |
| Escoles Professionals Salesianes          | Q17601980 | centre educatiu privat a Barcelona                                                  |        |